# 스톱워치

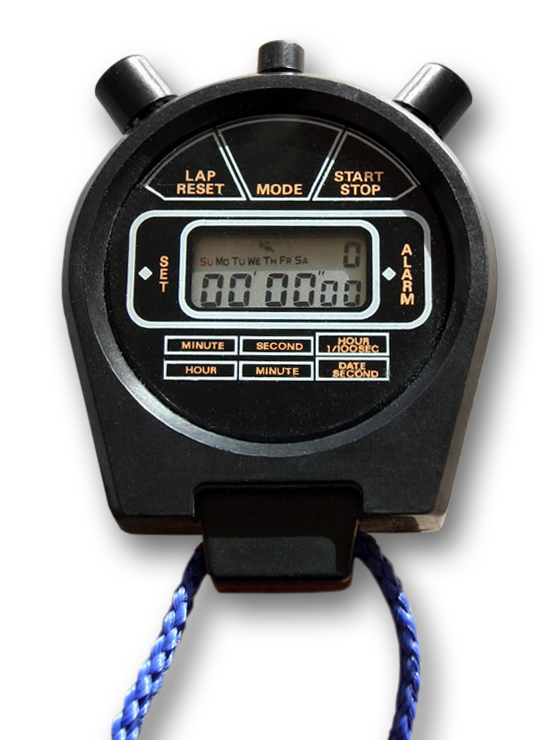
스톱워치

59초 스톱워치 애니메이션

스톱워치(Stopwatch)는 특정 사건의 경과 시간을 측정하는 것을 목적으로 한 시계이다. 스포츠에 사용되는 최초의 타이머는 디지타이머(Digitimer)였으며 1971년 유타주 솔트레이크시티의 콕스 일렉트로닉 시스템즈(Cox Electronic Systems, Inc.)가 개발하였다.

## 스톱워치 사용 시 인간의 오류
스톱워치가 더 많은 정확도를 위해 개발되었음에도 불구하고 인간은 스톱워치를 사용할 때마다 실수를 하는 경향이 있다. 일반적으로 인간은 시각적 자극을 감지하고 발견하기까지 대략 180~200 밀리초 소요된다. 그러므로 측정 오류는 대부분은 이러한 이유로 발생한다.
더 정확한 결과를 얻기 위해 대부분의 연구원들은 실험 내 오류를 줄이고자 불확도 전파의 법칙을 사용한다.
{\displaystyle \sigma _{Q}={\sqrt {\sigma _{a}^{2}+\sigma _{b}^{2}}}}
- {\displaystyle \sigma _{Q}}는 {\displaystyle \sigma _{a}^{2}}와 {\displaystyle \sigma _{b}^{2}} 사이의 불확실성의 합이다
- {\displaystyle \sigma _{a}}는 실험으로부터 실제로 발견된 값이다.
- {\displaystyle \sigma _{b}}는 불확실성 값이다.

예를 들어: 창의 너비를 측정한 결과가 1.50 ± 0.05 m라면 1.50는 {\displaystyle \sigma _{a}}가 되고 0.05는 {\displaystyle \sigma _{b}}가 된다.

## 같이 보기
- 크로노그래프
- 타임 클럭
- 타임키퍼
- 타이머